# Fred Cheng

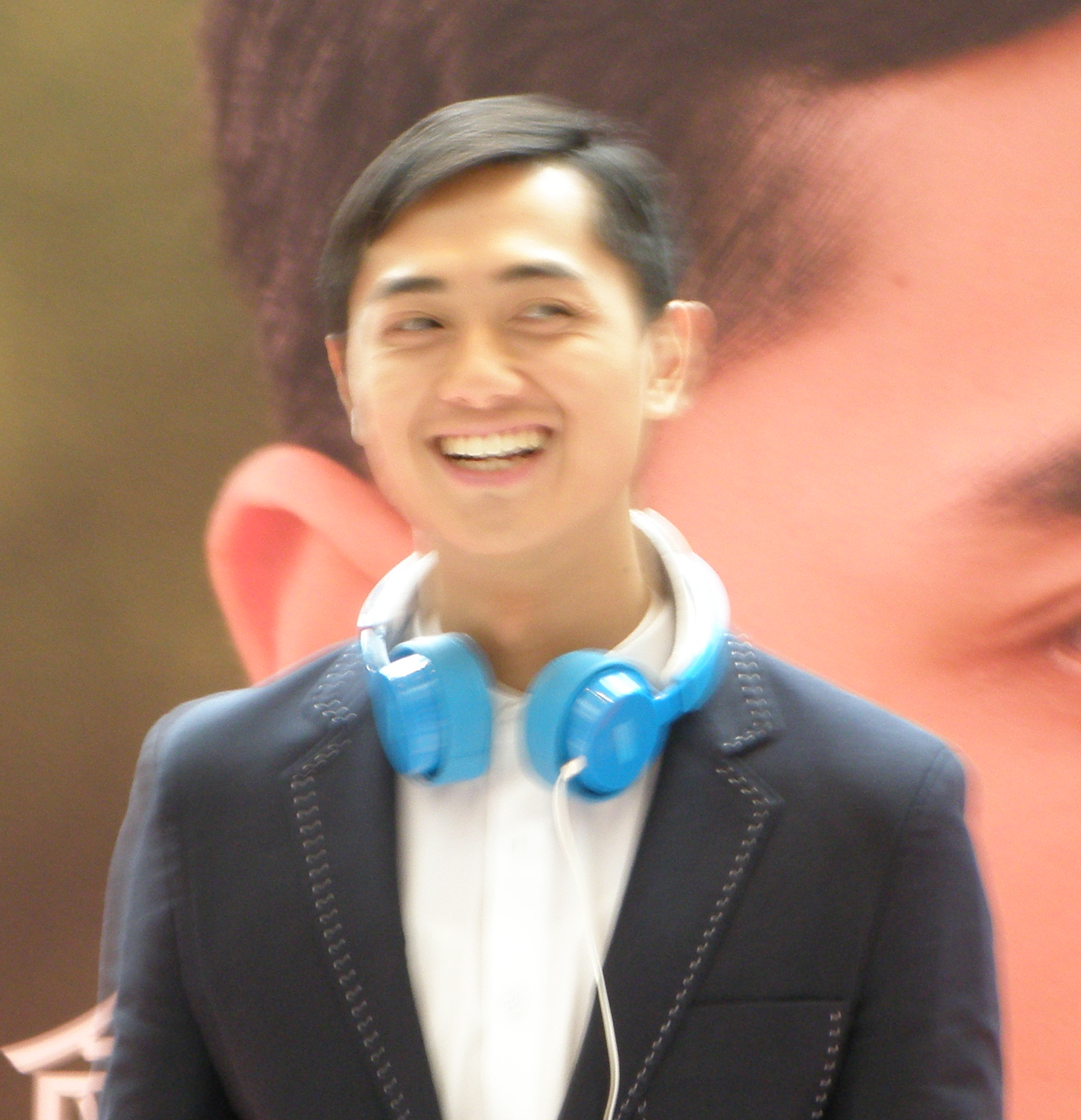
Fred Cheng (2014)

Fred Cheng (chinesisch 鄭俊弘 / 郑俊弘, Pinyin Zhèng Jùnhóng, Jyutping Zeng4 Zeon3wang4; geboren 10. November 1983 in Vancouver, Kanada) ist ein chinesischer Sänger und Schauspieler in Hongkong, der durch den 1. Platz bei The Voice Of The Stars bekannt wurde.

## Leben
Fred Cheng wurde in Vancouver, Kanada geboren und lebte dort mit seiner Mutter, seiner älteren Schwester und seinem jüngeren Bruder. Er machte seinen Abschluss an der Eric Hamber Secondary School und ging danach wieder nach Hongkong zurück.

## Karriere
Im Jahr 2001 schickte ihn seine Mutter zur Castingshow TVB New Talent Singing Awards mitzumachen, wobei er den 2. Platz gewann. Ihm wurde danach einen Plattenvertrag bei Capital Artists angeboten, die jedoch zwei Monaten Training den Betrieb einstellten, so dass seine Gesangskarriere vorläufig beendet war-.
2003 bot im TVB einen Künstlervertrag an, und er bekam seine erste Hauptrolle in der TVB Fernsehserie Shine On You (青出於藍). Er erhielt gute Kritiken von den Zuschauern, bekam weitere Rollen und unterzeichnete 2011 einen Managementvertrag mit TVB.
2013 nahm er erfolgreich bei dem Gesangswettbewerb „The Voice Of The Stars“. Der „The Voice Of The Stars“ Juror Eric Moo (巫啟賢) nahm ihn als sein Schüler auf und bot ihm an, bei seinem Konzert auf zutreten. Am 15. November 2013 unterzeichnete er einen Vertrag mit der neuen Plattenfirma von TVB „Voice Entertainment“ und veröffentlichte sein Solo-Album im September 2014. Er veröffentlichte seine erste Single „Nobody“ (無名氏) am 24. März 2014, innerhalb 5 Stunden die meistverkauften Single auf Hong Kong iTunes 7 Tage lang. Anschließend wurde er für zwei Titellieder für die TVB Fernsehserien The Ultimate Addiction (點金勝手) und Ghost Dragon Of Cold Mountain (寒山潛龍) engagiert.
Nachdem dem er The Voice Of The Stars gewonnen hatte, erhielt er Angebote bei TVB für Schauspielrollen, Titellieder und Werbespots. Außerdem drehte er Werbespots für große Firmen wie Wellcome, P&G und Magic Smile B1, die ihn in ganz Asien bekannt machten, und die weitere entsprechend Engagements zur Folge hatten. Er wurde in vielen Konzerten als Gastsänger eingeladen. Am 15. September veröffentlichte er sein Album The Story Of A Panda <熊貓的故事>, das den ersten Platz der Verkaufscharts innerhalb einer Woche erreichte.

## Filmografie

### Fernsehserien
| Jahr | Serie                                                         | Rolle                         |
| ---- | ------------------------------------------------------------- | ----------------------------- |
| 2005 | My Family                                                     | Regisseur Assistent           |
| 2005 | Love Bond (心花放)                                            | Kei Chung Ming (紀聰明)       |
| 2005 | The Academy (學警雄心)                                        | Xian Dan (咸蛋)               |
| 2005 | The Gentle Crackdown (秀才遇著兵)                             | Siu Chuen (紹泉)              |
| 2005 | The Herbalist's Manual (本草藥王)                             | (Extra)                       |
| 2005 | Women On The Run (窈窕熟女)                                   | (Extra)                       |
| 2005 | Life Made Simple (阿旺新傳)                                   | Stanley                       |
| 2005 | The Charm Beneath (胭脂水粉)                                  | Ning Tin Long (寧天朗)        |
| 2005 | When Rules Turn Loose (識法代言人)                            | Chung Ka Ming (鍾嘉明)        |
| 2005 | Guts Of Man (肝膽崑崙)                                        | (Extra)                       |
| 2005 | Riches And Stitches (鳳舞香羅)                                | (Extra)                       |
| 2006 | Forensic Heroes (法證先鋒)                                    | Leung Siu Gong (梁小剛)       |
| 2006 | The Master Of Tai Chi (太極)                                  | Siu Kwong (小光)              |
| 2006 | Welcome Of The House (高朋滿座)                               | DHL-Mitarbeiter               |
| 2007 | The Brink Of Law (突圍行動)                                   | Ben                           |
| 2007 | Ten Brothers (十兄弟)                                         | Fotograf                      |
| 2007 | On The First Beat (學警出更)                                  | Chiu Tai Lui (趙大磊)         |
| 2007 | The Green Grass Of Home (緣來自有機)                          | Danny (爽)                    |
| 2007 | Father And Sons (爸爸閉翳)                                    | Law Tin Fu (羅天富)           |
| 2007 | The Ultimate Crime Fighter (通天幹探)                         | CID Zivil Ermittler           |
| 2007 | The Building Blocks Of Life (建築有情天)                      | Alan                          |
| 2007 | Survivor's Law II (律政新人王II)                              | Rechtsmediziner               |
| 2008 | Forensic Heroes II (法證先鋒II)                               | Leung Siu Gong (梁小剛)       |
| 2008 | When Easterly Showers Fall On The Sunny West (東山飄雨西關晴) | Betrüger                      |
| 2008 | Pages Of Treasures (Click入黃金屋)                            | Yuen Ga Hei (袁家曦)          |
| 2009 | Off Pedder (畢打自己人)                                       | David Yeung Dai Wai (楊大為)  |
| 2009 | The Threshold Of A Persona (ID精英)                           | Gary Lam Ying Tin (藍應天)    |
| 2009 | The Greatness Of A Hero (盛世仁傑)                            | Cho Hon (曹漢)                |
| 2009 | E.U. (學警狙擊)                                               | Chiu Tai Lui (趙大磊)         |
| 2009 | A Watchdog's Tale (老友狗狗)                                  | Kwok Wing (郭榮)              |
| 2010 | Cupid Stupid (戀愛星求人)                                     | Samuel Mak Chiu Chun (麥超俊) |
| 2010 | When Lanes Merge (情越雙白線)                                 | Alex Cheung Hiu Ming (張曉明) |
| 2010 | Ghost Writer (蒲松齡)                                         | Sung Chuen (宋全)             |
| 2010 | Mysteries Of Love (談情說案)                                  | Hui Jun Bong (許駿邦)         |
| 2010 | Can't Buy Me Love (公主嫁到)                                  | Wing On (荣安)                |
| 2010 | Some Day (天天天晴)                                           | Jun Jai (進仔)                |
| 2011 | Relic Of An Emissary (洪武三十二)                             | Lau Chung Leung (劉忠良)      |
| 2011 | Yes, Sir. Sorry, Sir! (點解阿Sir係阿Sir)                      | Cheung Hau Ming (張孝明)      |
| 2011 | Only You (只有您)                                             | Heung Wai Ho (香偉豪)         |
| 2011 | Grace Under Fire (女拳)                                       | Ma Sum (馬森)                 |
| 2011 | Gloves Come Off (拳王)                                        | Liu Fat (廖發)                |
| 2011 | The Life And Times Of A Sentinel (紫禁驚雷)                   | Yan Chak (恩澤)               |
| 2011 | River Of Wine (九江十二坊)                                    | Shun (信)                     |
| 2011 | Til Love Do Us Lie (結·分@謊情式)                             | Gitarrist                     |
| 2011 | When Heaven Burns (天與地)                                    | Gitarrist und Sänger          |
| 2012 | Three Kingdoms RPG (回到三國)                                 | Stammführer (土著首領)        |
| 2012 | Missing You (幸福摩天輪)                                      | Sam Yeung Hok Lai (楊學禮)    |
| 2012 | The Confidant (大太監)                                        | Lei Wing Ling (利永寧)        |
| 2013 | The Day Of Days (初五啟市錄)                                  | Kwok Chi Him (郭子謙)         |
| 2013 | Beauty At War (金枝慾孽貳)                                    | Meister Leung (梁公子)        |
| 2013 | Karma Rider (師父·明白了)                                     | Sai Chui (西朝)               |
| 2013 | Triumph In The Skies II (衝上雲宵II)                          | Water Yau Tin Hing (邱天慶)   |
| 2013 | Return Of The Silver Tongue (舌劍上的公堂)                    | Choi Do Wah (蔡多華)          |
| 2014 | Ruse Of Engagement (叛逃)                                     | Eric Lee Kam (李錦)           |
| 2014 | Swipe Tap Love (愛我請留言)                                   | Background-Sänger             |
| 2014 | Come On Cousin! (老表，你好hea!)                              | Fred Cheng Chun Wang (鄭俊弘) |
| 2014 | Overachievers (名門暗戰)                                      | Happy Ko Hing (高興)          |
| 2014 | Officer Geomancer (八卦神探)                                  | Che Kwai Kwan (車季君)        |